# Patrick Graham (2e comte de Strathearn)
Patrick Graham (mort en 1413), noble écossais qui fut de jure uxoris 2e comte de Strathearn de 1406 à 1413

## Biographie
Sir Patrick Graham de Kincardine est le second fils de Sir Patrick Graham, ancêtre des Lords  puis ducs de Montrose. Comme son frère William Graham il se place sous le patronage du Gardien de l'Écosse Robert Stuart duc d'Albany et dès avant 1400 il obtient en mariage Euphemia Stuart, une nièce du duc d'Albany, fille et héritière de son demi-frère David Stuart comte de Strathearn (mort vers 1389) qu'il épouse finalement en 1406. De ce fait il devient lui-même Comte de Strathearn mais le 10 août 1413 il est assassiné près de Crieff par John Drummond de Concraig, un partisan de Walter Stuart comte d'Atholl frère germain de David Stuart qui avait pour ambition de contrôler le Strathearn. Il a néanmoins comme successeur son fils unique 
- Malise Graham qui est placé sous la tutelle de sa mère puis de Walter Stuart [2].
- Il laisse également une fille Euphemia qui épouse Archibald Douglas 5e comte de Douglas